# Gran Premio d'Australia
Il Gran Premio d'Australia è una gara automobilistica. Fa parte del campionato mondiale di Formula 1 dal 1985.

## La storia del circuito

### Prima della seconda guerra mondiale
Si hanno notizie di una prima edizione di un Gran Premio d'Australia già dal 1927, relativamente a una gara che si sarebbe tenuta nei pressi di Sydney. È, comunque, generalmente considerata come prima edizione la 100 Miles Road Race del 1928, tenuta sull'originale tracciato stradale di Phillip Island . La prima edizione fu vinta da Arthur Waite con una vettura Austin, una 7. Il primo vero e proprio gran premio d'Australia si disputò l'anno seguente, sempre sullo stesso tracciato. In quelle prime edizioni partecipavano vetture tra le più disparate. La Bugatti comunque dominò quella prima fase pionieristica, imponendosi tra il 1929 e il 1932. L'ultima gara a Philip Island si tenne nel 1935.
Per tre anni il gran premio non venne disputato anche se nel 1937 fu tenuto un gran premio a Victor Harbor. Nel 1938 riapparve la gara, che si tenne sul Circuito di Mount Panorama, nei pressi della città di
Bathurst. L'edizione venne vinta dall'inglese Peter Whitehead, al volante di una B-Type dell'ERA. L'anno seguente la gara venne tenuta su un circuito nei pressi di Lobethal, prima che la guerra interrompesse la manifestazione.

### Dopo la seconda guerra mondiale
Il Circuito di Mount Panorama tenne a battesimo la prima edizione dopo il conflitto nel 1947, iniziando così una rotazione tra i vari circuiti, decisa dal nuovo organismo costituito nel Paese per l'organizzazione degli sport motoristici, la CAMS. I vari luoghi in cui la gara si tenne negli anni seguenti furono Point Cook, Leyburn, Nuriootpa e Narrogin. Si trattava di circuiti stradali oppure disegnati all'interno di aeroporti. Nel 1952 la manifestazione tornò a Mount Panorama. La vittoria fu appannaggio di Doug Whiteford con una Talbot-Lago di Formula 1. Altre vetture importate dall'Europa come le Maserati, le OSCA o le Cooper dimostrarono la poco concorrenzialità di quelle elaborate in Australia. La fine delle vetture nazionali era segnata, anche se vetture basate su delle Maybach, guidate da Stan Jones, furono ancora competitive per qualche edizione.
Lex Davison, che per anni aveva sperimentato l'uso di motori di vetture sport su vetture di Formula 2, ottenne la sua prima vittoria con una HWM di F2, motorizzata Jaguar nel 1954, mentre nel 1953 Whiteford aveva vinto il suo terzo, e ultimo, gran premio, tenuto per la prima volta nell'Albert Park Lake di Melbourne. Questa area ospita nuovamente dal 1996 il Gran Premio d'Australia, anche se su un percorso modificato.
Il GP tornò all'Albert Park nel 1956, l'anno delle Olimpiadi di Melbourne. In quella edizione si affacciarono piloti europei come Stirling Moss e case come la Maserati, che portò delle 250F e delle 300S. Proprio Moss si aggiudicò il gran premio davanti a Jean Behra.

### Formula Tasman
La crescente fama di Jack Brabham e quella del neozelandese Bruce McLaren trasformarono la natura della gara. Brabham, che aveva vinto l'edizione 1955 con una vecchia vettura sport Cooper T40 Bristol, iniziò a testare l'evoluzione della sua vettura Cooper di F1 durante l'inverno, facendo così iniziare un flusso di vetture di questo costruttore verso l'Australia e la Nuova Zelanda. Questo, assieme all'arrivo di molte vetture Lotus e la nascita della casa costruttrice dello stesso Brabham, fecero, in pratica, sparire le vetture di costruzione australiana. Quando la cilindrata dei motori montati sulle vetture di Formula 1 fu limitata a 1.500 cm³, le vetture australiane, dotate di un motore da 2.500 cm³, divennero incredibilmente attraenti per piloti e costruttori europei. Nacque così la Formula Tasman.
I migliori piloti di F1, durante l'inverno, si trasferivano in Oceania per competere in una serie in cui il Gran Premio d'Australia e quello di Nuova Zelanda rappresentavano le gare più prestigiose. Questo fenomeno si verificò dal 1963 al 1969. La popolarità acquistata da questa serie spinse la Federazione a riaumentare la potenza dei motori della F1 (il "ritorno alla potenza" del 1966).
Lo sviluppo dei motori Repco diede a Brabham anche la possibilità di essere molto competitivo con le sue vetture nel campionato di F1, che vinse nel 1966, e in cui giunse secondo nel 1967.
Molti dei migliori piloti dell'epoca parteciparono al Gran Premio tra cui: Jim Clark, John Surtees, Timmy Mayer, Phil Hill, Jackie Stewart, Graham Hill, Jochen Rindt, Pedro Rodríguez, Piers Courage; così come scuderie quali Cooper, Lotus, Lola, BRM, così come vetture a 4 ruote motrici come la Ferguson P99. Anche la Scuderia Ferrari si cimentò nel campionato che propose anche molti validi corridori locali quali Brabham, McLaren, Denny Hulme, Chris Amon, Frank Gardner, Frank Matich, Leo Geoghegan e Kevin Bartlett. Brabham vinse il gp tre volte, McLaren due. Il trionfo di Clark in Australia fu, in pratica, la sua ultima importante vittoria. Lo scozzese s'impose nell'edizione 1968, davanti a Chris Amon, sul Circuito di Sandown. Graham Hill vinse nel 1966 mentre Amon si aggiudicò l'ultima gara della Tasman con vetture di F1, nel 1969 con una Ferrari, davanti al suo compagno di scuderia, Derek Bell, in una gara tenuta a Lakeside.

### Formula 5000
Col termine del decennio venne meno l'interesse dei costruttori europei a partecipare al campionato. Inizialmente si decise di adottare per le vetture di F. Tasman una motorizzazione di 2.000 cm³ prima di passare a vetture di Formula 5000.
Nel 1976 la Tasman vide una scissione tra il campionato corso in Australia e quello disputato in Nuova Zelanda. Il GP d'Australia si separò dalle altre gare e divenne una manifestazione a sé stante.
In questo periodo vari piloti della vecchia Tasman quali Matich, Geoghegan e Bartlett si trovarono a competere con piloti più giovani quali Garrie Cooper (della Elfin) e Graham McRae (che sviluppavano proprie vetture) assieme ad altri quali Max Stewart, John McCormack e Alfredo Costanzo che usavano invece vetture europee, per lo più Lola. Matich si impose due volte prima delle vittorie di Stewart e McRae. Alla fine degli anni settanta la gara accolse anche piloti australiani ormai divenuti affermati piloti in F1, come Alan Jones, Larry Perkins e Warwick Brown che vinse nel 1977. Il pilota di vetture sport John Goss fu capace di segnare un'interessante doppietta, aggiudicandosi gran premio nel 1976 e Bathurst 1000 nel 1974.

### Calder Park
La crescente importanza del campionato locale del Gruppo C, riservato a vetture turismo, fecero perdere interesse alla F5000. Nel 1980, tuttavia, si tenne un'edizione particolare del GP che vide la vittoria del campione del mondo di F1, l'australiano Alan Jones. La gara, tenuta sul Circuito di Calder Park vide alla partenza, oltre alle solite vetture di F5000 e Formula Pacific, anche due vetture di F1, tra cui proprio quella guidata da Jones, una Williams FW07, e un'Alfa Romeo, guidata da Bruno Giacomelli.
I successivi quattro gran premi (tutti svolti sempre a Calder Park) videro l'utilizzo di vetture della Formula Pacific (ridenominate poi F.Mondial) anche se videro alla partenza alcuni piloti di F1. Il brasiliano Roberto Moreno dominò questo periodo con ben tre vittorie. L'unico a spezzare questo filotto fu, nel 1982, Alain Prost. Il tentativo però di portare il mondiale di F1 a Calder Park non andò mai in porto.

### Formula 1
Solo dal 1985 la manifestazione fu inserita nel calendario del Campionato del Mondo di Formula 1. Da allora e fino al 1995 fu il tracciato cittadino di Adelaide a essere sede del Gran Premio, collocandosi come gara di chiusura della stagione: la prima edizione vide vincitore Keke Rosberg su Williams. Due volte il Gran Premio d'Australia fu decisivo per l'assegnazione del titolo: nel 1986 Nigel Mansell, in testa al campionato alla vigilia, dechappò uno pneumatico, nel corso della gara, e fu costretto al ritiro, dando via libera ad Alain Prost che andava a vincere e si laureava campione del mondo per la seconda volta. Nel 1994, invece, i due contendenti, Michael Schumacher e Damon Hill entrarono in collisione nel corso del Gp, ritirandosi entrambi: il titolo andò al tedesco della Benetton, in testa alla classifica prima di quell'ultima gara. Si ricordano anche le edizioni 1989 e 1991, corse sotto due autentici diluvi, ai limiti delle condizioni di sicurezza e che videro le vittorie di Thierry Boutsen e Ayrton Senna. Addirittura quella del 1991 fu interrotta dopo appena 14 giri, proprio a causa delle avverse condizioni meteorologiche. Nell'edizione 1993 storica ultima vittoria di Ayrton Senna in carriera.
Tuttavia, l'ex pilota Bob Jane voleva che un Gran Premio si svolgesse a Melbourne. Ha quindi costruito un enorme thunderdome, creando poi l'AUSCAR, l'equivalente dalla NASCAR per l'Australia. Questo desiderio non fu vano. Malgrado l'estrema popolarità della corsa di Adelaide che chiudeva la stagione, le pressioni dalla comunità sportiva di Melbourne si facevano sempre più forti, e quando nel 1992 Jeff Kennett venne eletto governatore dello stato del Victoria, la sua prima mossa fu quella di migliorare il circuito di Melbourne per portare lì il locale Gran Premio di Formula 1.
Nel 1993 venne raggiunto un accordo con la FIA, ma il contratto con Adelaide scadeva nel 1996, così Kennett ottenne il tempo sufficiente per prepararsi all'esordio. Nonostante le dure proteste degli ambientalisti, venne costruito un tracciato all'interno dell'Albert Park di Melbourne, parte del quale venne chiuso al traffico, e nel 1996 la città ebbe la sua prima gara mondiale, divenendo anche la gara di apertura di ogni nuova stagione.
Dal 2009, la partenza della gara è stata posticipata alle 17:00 al fine di venire incontro alle richieste di Bernie Ecclestone per un orario più "comodo", rispetto alle esigenze del pubblico europeo. Nel 2010 il governo dello stato di Victoria annunciò che il circuito di Melbourne avrebbe ospitato il gran premio almeno fino al 2015.
Nelle stagioni 2006 e 2010 la gara è stata spostata dal suo tradizionale ruolo di apertura del campionato per non sovrapporsi ai Giochi del Commonwealth che si sono svolti pure a Melbourne. È tornata primo appuntamento della stagione nel 2007 e nel 2011 a causa dell'instabilità politica del Bahrein, nel quale si sarebbe dovuto aprire il mondiale, per poi rimanerci fino al 2019.
Nella stagione 2020 il Gran Premio è stato annullato a causa della pandemia di COVID-19, dopo che un meccanico della McLaren è risultato positivo al SARS-CoV-2 a poche ore dalla prima sessione di prove libere. Nella stagione seguente il Gran Premio, in un primo momento posto come prova inaugurale del campionato mondiale, viene posticipato al 21 novembre a causa della pandemia, diventando così la ventunesima prova del mondiale. Tuttavia, il 6 luglio viene ufficialmente annullato dopo le decisioni prese dal governo per via delle problematiche dettate dalla pandemia. Con l'annullamento del Gran Premio, vengono anche posticipate le modifiche al layout del tracciato, al fine di favorire i sorpassi.
L'edizione del 2023 rappresentò il primo Gran Premio nella storia della Formula 1 caratterizzato da tre esposizioni della bandiera rossa in gara a seguito di vari incidenti. L'edizione del 2025 ha stabilito un record di 465 498 spettatori durante il weekend di gara a Melbourne, battendo il record precedente di 452 055 spettatori registrato nell'edizione del 2024. È anche il quinto dato più alto della storia della Formula 1, dietro all'edizione del 1995, corsa ad Adelaide, con 520 000 spettatori, all'edizione 2025 del Gran Premio di Gran Bretagna, con 500 000, e alle edizioni 2023 e 2024 dello stesso Gran Premio, con 480 000.

## Le denominazioni ufficiali
National Panasonic Australian Grand Prix 1981–1983

Dunlop Tyres Australian Grand Prix 1984

Mitsubishi Australian Grand Prix 1985

Foster's Australian Grand Prix 1986–1993, 2002–2006

EDS Australian Grand Prix 1995

Transurban Australian Grand Prix 1996

Qantas Australian Grand Prix 1997–2001, 2010–2011

ING Australian Grand Prix 2007–2009

Rolex Australian Grand Prix 2013–2019, 2023–2024

Heineken Australian Grand Prix 2022

Louis Vuitton Australian Grand Prix 2025

## Albo d'oro
Le edizioni indicate con sfondo rosa non appartenevano ad alcun campionato.
| Anno        | Circuito         | Pilota                     | Vettura                  | Resoconto     |
| ----------- | ---------------- | -------------------------- | ------------------------ | ------------- |
| 1928        | Phillip Island   | Arthur Waite               | Austin                   | Resoconto     |
| 1929        | Phillip Island   | Arthur Terdich             | Bugatti                  | Resoconto     |
| 1930        | Phillip Island   | Bill Thompson              | Bugatti                  | Resoconto     |
| 1931        | Phillip Island   | Carl Junker                | Bugatti                  | Resoconto     |
| 1932        | Phillip Island   | Bill Thompson              | Bugatti                  | Resoconto     |
| 1933        | Phillip Island   | Bill Thompson              | Riley                    | Resoconto     |
| 1934        | Phillip Island   | Bob Lea-Wright             | Singer                   | Resoconto     |
| 1935        | Phillip Island   | Les Murphy                 | MG                       | Resoconto     |
| 1936        | Non disputato    | Non disputato              | Non disputato            | Non disputato |
| 1937        | Victor Harbor    | Les Murphy                 | MG                       | Resoconto     |
| 1938        | Mount Panorama   | Peter Whitehead            | ERA                      | Resoconto     |
| 1939        | Lobethal         | Alan Tomlinson             | MG                       | Resoconto     |
| 1940 - 1946 | Non disputato    | Non disputato              | Non disputato            | Non disputato |
| 1947        | Mount Panorama   | Bill Murray                | MG                       | Resoconto     |
| 1948        | Point Cook       | Franck Pratt               | BMW                      | Resoconto     |
| 1949        | Leyburn          | John Crouch                | Delahaye                 | Resoconto     |
| 1950        | Nuriootpa        | Doug Whiteford             | Ford                     | Resoconto     |
| 1951        | Narrogin         | Warwick Pratley            | George Reed Special-Ford | Resoconto     |
| 1952        | Mount Panorama   | Doug Whiteford             | Talbot-Lago              | Resoconto     |
| 1953        | Albert Park      | Doug Whiteford             | Talbot-Lago              | Resoconto     |
| 1954        | Southport        | Lex Davison                | HWM-Jaguar               | Resoconto     |
| 1955        | Port Wakefiled   | Jack Brabham               | Cooper-Bristol           | Resoconto     |
| 1956        | Albert Park      | Stirling Moss              | Maserati                 | Resoconto     |
| 1957        | Caversham        | Lex Davison Bill Patterson | Ferrari                  | Resoconto     |
| 1958        | Mount Panorama   | Lex Davison                | Ferrari                  | Resoconto     |
| 1959        | Longford         | Stan Jones                 | Maserati                 | Resoconto     |
| 1960        | Lowood           | Alec Mildren               | Cooper-Maserati          | Resoconto     |
| 1961        | Mallala          | Lex Davison                | Cooper-Climax            | Resoconto     |
| 1962        | Caversham        | Bruce McLaren              | Cooper-Climax            | Resoconto     |
| 1963        | Warwick Farm     | Jack Brabham               | Brabham-Climax           | Resoconto     |
| 1964        | Sandown          | Jack Brabham               | Brabham-Climax           | Resoconto     |
| 1965        | Longford         | Bruce McLaren              | Cooper-Climax            | Resoconto     |
| 1966        | Lakeside         | Graham Hill                | BRM                      | Resoconto     |
| 1967        | Warwick Farm     | Jackie Stewart             | BRM                      | Resoconto     |
| 1968        | Sandown          | Jim Clark                  | Lotus-Cosworth           | Resoconto     |
| 1969        | Lakeside         | Chris Amon                 | Ferrari                  | Resoconto     |
| 1970        | Warwick Farm     | Frank Matich               | McLaren-Holden           | Resoconto     |
| 1971        | Warwick Farm     | Frank Matich               | Matich-Holden            | Resoconto     |
| 1972        | Sandown          | Graham McRae               | Leda-Chevrolet           | Resoconto     |
| 1973        | Sandown          | Graham McRae               | Mc Rae-Chevrolet         | Resoconto     |
| 1974        | Oran Park        | Max Stewart                | Lola-Chevrolet           | Resoconto     |
| 1975        | Surfers Paradise | Max Stewart                | Lola-Chevrolet           | Resoconto     |
| 1976        | Sandown          | John Goss                  | Matich-Holden            | Resoconto     |
| 1977        | Oran Park        | Warwick Brown              | Lola-Chevrolet           | Resoconto     |
| 1978        | Sandown          | Graham McRae               | Mc Rae-Chevrolet         | Resoconto     |
| 1979        | Wanneroo         | Jonnie Walker              | Lola-Chevrolet           | Resoconto     |
| 1980        | Calder Park      | Alan Jones                 | Williams-Cosworth        | Resoconto     |
| 1981        | Calder Park      | Roberto Moreno             | Ralt-Cosworth            | Resoconto     |
| 1982        | Calder Park      | Alain Prost                | Ralt-Cosworth            | Resoconto     |
| 1983        | Calder Park      | Roberto Moreno             | Ralt-Cosworth            | Resoconto     |
| 1984        | Calder Park      | Roberto Moreno             | Ralt-Cosworth            | Resoconto     |
| 1985        | Adelaide         | Keke Rosberg               | Williams-Honda           | Resoconto     |
| 1986        | Adelaide         | Alain Prost                | McLaren-TAG Porsche      | Resoconto     |
| 1987        | Adelaide         | Gerhard Berger             | Ferrari                  | Resoconto     |
| 1988        | Adelaide         | Alain Prost                | McLaren-Honda            | Resoconto     |
| 1989        | Adelaide         | Thierry Boutsen            | Williams-Renault         | Resoconto     |
| 1990        | Adelaide         | Nelson Piquet              | Benetton-Ford Cosworth   | Resoconto     |
| 1991        | Adelaide         | Ayrton Senna               | McLaren-Honda            | Resoconto     |
| 1992        | Adelaide         | Gerhard Berger             | McLaren-Honda            | Resoconto     |
| 1993        | Adelaide         | Ayrton Senna               | McLaren-Ford Cosworth    | Resoconto     |
| 1994        | Adelaide         | Nigel Mansell              | Williams-Renault         | Resoconto     |
| 1995        | Adelaide         | Damon Hill                 | Williams-Renault         | Resoconto     |
| 1996        | Melbourne        | Damon Hill                 | Williams-Renault         | Resoconto     |
| 1997        | Melbourne        | David Coulthard            | McLaren-Mercedes         | Resoconto     |
| 1998        | Melbourne        | Mika Häkkinen              | McLaren-Mercedes         | Resoconto     |
| 1999        | Melbourne        | Eddie Irvine               | Ferrari                  | Resoconto     |
| 2000        | Melbourne        | Michael Schumacher         | Ferrari                  | Resoconto     |
| 2001        | Melbourne        | Michael Schumacher         | Ferrari                  | Resoconto     |
| 2002        | Melbourne        | Michael Schumacher         | Ferrari                  | Resoconto     |
| 2003        | Melbourne        | David Coulthard            | McLaren-Mercedes         | Resoconto     |
| 2004        | Melbourne        | Michael Schumacher         | Ferrari                  | Resoconto     |
| 2005        | Melbourne        | Giancarlo Fisichella       | Renault                  | Resoconto     |
| 2006        | Melbourne        | Fernando Alonso            | Renault                  | Resoconto     |
| 2007        | Melbourne        | Kimi Räikkönen             | Ferrari                  | Resoconto     |
| 2008        | Melbourne        | Lewis Hamilton             | McLaren-Mercedes         | Resoconto     |
| 2009        | Melbourne        | Jenson Button              | Brawn-Mercedes           | Resoconto     |
| 2010        | Melbourne        | Jenson Button              | McLaren-Mercedes         | Resoconto     |
| 2011        | Melbourne        | Sebastian Vettel           | Red Bull-Renault         | Resoconto     |
| 2012        | Melbourne        | Jenson Button              | McLaren-Mercedes         | Resoconto     |
| 2013        | Melbourne        | Kimi Räikkönen             | Lotus-Renault            | Resoconto     |
| 2014        | Melbourne        | Nico Rosberg               | Mercedes                 | Resoconto     |
| 2015        | Melbourne        | Lewis Hamilton             | Mercedes                 | Resoconto     |
| 2016        | Melbourne        | Nico Rosberg               | Mercedes                 | Resoconto     |
| 2017        | Melbourne        | Sebastian Vettel           | Ferrari                  | Resoconto     |
| 2018        | Melbourne        | Sebastian Vettel           | Ferrari                  | Resoconto     |
| 2019        | Melbourne        | Valtteri Bottas            | Mercedes                 | Resoconto     |
| 2020        | Annullato        | Annullato                  | Annullato                | Resoconto     |
| 2021        | Non disputato    | Non disputato              | Non disputato            | Non disputato |
| 2022        | Melbourne        | Charles Leclerc            | Ferrari                  | Resoconto     |
| 2023        | Melbourne        | Max Verstappen             | Red Bull-Honda RBPT      | Resoconto     |
| 2024        | Melbourne        | Carlos Sainz Jr.           | Ferrari                  | Resoconto     |
| 2025        | Melbourne        | Lando Norris               | McLaren-Mercedes         | Resoconto     |

## Statistiche
Le statistiche si riferiscono alle sole edizioni valide per il campionato del mondo di Formula 1 e sono aggiornate al Gran Premio d'Australia 2025.

### Vittorie per pilota
| Pos. | Pilota             | Vittorie |
| ---- | ------------------ | -------- |
| 1    | Michael Schumacher | 4        |
| 2    | Jenson Button      | 3        |
| =    | Sebastian Vettel   | 3        |
| 4    | Alain Prost        | 2        |
| =    | Gerhard Berger     | 2        |
| =    | Ayrton Senna       | 2        |
| =    | Damon Hill         | 2        |
| =    | David Coulthard    | 2        |
| =    | Kimi Räikkönen     | 2        |
| =    | Lewis Hamilton     | 2        |
| =    | Nico Rosberg       | 2        |

### Vittorie per costruttore
| Pos. | Costruttore | Vittorie |
| ---- | ----------- | -------- |
| 1    | McLaren     | 12       |
| 2    | Ferrari     | 11       |
| 3    | Williams    | 5        |
| 4    | Mercedes    | 4        |
| 5    | Renault     | 2        |
| =    | Red Bull    | 2        |
| 7    | Benetton    | 1        |
| =    | Brawn       | 1        |
| =    | Lotus       | 1        |

### Vittorie per motore
| Pos. | Motore        | Vittorie |
| ---- | ------------- | -------- |
| 1    | Mercedes      | 12       |
| 2    | Ferrari       | 11       |
| 3    | Renault       | 8        |
| 4    | Honda         | 4        |
| 5    | Ford-Cosworth | 2        |
| 6    | TAG Porsche   | 1        |
| =    | Honda RBPT    | 1        |

### Pole position per pilota
| Pos. | Pilota               | Pole |
| ---- | -------------------- | ---- |
| 1    | Lewis Hamilton       | 8    |
| 2    | Ayrton Senna         | 6    |
| 3    | Nigel Mansell        | 3    |
| =    | Mika Häkkinen        | 3    |
| =    | Michael Schumacher   | 3    |
| =    | Sebastian Vettel     | 3    |
| 7    | Jacques Villeneuve   | 2    |
| =    | Jenson Button        | 2    |
| =    | Max Verstappen       | 2    |
| 10   | Gerhard Berger       | 1    |
| =    | Damon Hill           | 1    |
| =    | Rubens Barrichello   | 1    |
| =    | Giancarlo Fisichella | 1    |
| =    | Kimi Räikkönen       | 1    |
| =    | Charles Leclerc      | 1    |
| =    | Lando Norris         | 1    |

### Pole position per costruttore
| Pos. | Costruttore | Pole |
| ---- | ----------- | ---- |
| 1    | McLaren     | 11   |
| 2    | Ferrari     | 7    |
| 3    | Williams    | 6    |
| =    | Mercedes    | 6    |
| 5    | Red Bull    | 5    |
| 6    | Lotus       | 1    |
| =    | Renault     | 1    |
| =    | Honda       | 1    |
| =    | Brawn       | 1    |

### Pole position per motore
| Pos. | Motore        | Pole |
| ---- | ------------- | ---- |
| 1    | Mercedes      | 13   |
| 2    | Renault       | 10   |
| 3    | Ferrari       | 7    |
| 4    | Honda         | 6    |
| 5    | Honda RBPT    | 2    |
| 6    | Ford-Cosworth | 1    |

### Giri veloci per pilota
| Pos. | Pilota                | GPV |
| ---- | --------------------- | --- |
| 1    | Kimi Räikkönen        | 6   |
| 2    | Michael Schumacher    | 5   |
| 3    | Gerhard Berger        | 2   |
| =    | Damon Hill            | 2   |
| =    | Nico Rosberg          | 2   |
| =    | Daniel Ricciardo      | 2   |
| =    | Charles Leclerc       | 2   |
| 8    | Keke Rosberg          | 1   |
| =    | Nelson Piquet         | 1   |
| =    | Alain Prost           | 1   |
| =    | Satoru Nakajima       | 1   |
| =    | Nigel Mansell         | 1   |
| =    | Jacques Villeneuve    | 1   |
| =    | Heinz-Harald Frentzen | 1   |
| =    | Mika Häkkinen         | 1   |
| =    | Rubens Barrichello    | 1   |
| =    | Fernando Alonso       | 1   |
| =    | Heikki Kovalainen     | 1   |
| =    | Mark Webber           | 1   |
| =    | Felipe Massa          | 1   |
| =    | Jenson Button         | 1   |
| =    | Lewis Hamilton        | 1   |
| =    | Valtteri Bottas       | 1   |
| =    | Sergio Pérez          | 1   |
| =    | Lando Norris          | 1   |

### Giri veloci per costruttore
| Pos. | Costruttore | GPV |
| ---- | ----------- | --- |
| 1    | Ferrari     | 11  |
| 2    | McLaren     | 9   |
| 3    | Williams    | 7   |
| 4    | Red Bull    | 4   |
| 5    | Mercedes    | 3   |
| 6    | Lotus       | 2   |
| =    | Benetton    | 2   |
| 8    | Renault     | 1   |

### Giri veloci per motore
| Pos. | Motore        | GPV |
| ---- | ------------- | --- |
| 1    | Ferrari       | 11  |
| 2    | Mercedes      | 10  |
| 3    | Renault       | 7   |
| 4    | Honda         | 4   |
| 5    | Ford-Cosworth | 2   |
| =    | TAG Heuer     | 2   |
| 7    | Judd          | 1   |
| =    | Toyota        | 1   |
| =    | Honda RBPT    | 1   |

### Podi per pilota
| Pos. | Pilota             | Podi |
| ---- | ------------------ | ---- |
| 1    | Lewis Hamilton     | 10   |
| 2    | Sebastian Vettel   | 7    |
| 3    | Michael Schumacher | 6    |
| =    | Kimi Räikkönen     | 6    |
| =    | Fernando Alonso    | 6    |
| 6    | Rubens Barrichello | 5    |
| 7    | Alain Prost        | 4    |
| =    | Gerhard Berger     | 4    |
| =    | David Coulthard    | 4    |
| =    | Nico Rosberg       | 4    |
| =    | Jenson Button      | 4    |

### Podi per costruttore
| Pos. | Costruttore | Podi |
| ---- | ----------- | ---- |
| 1    | McLaren     | 28   |
| =    | Ferrari     | 28   |
| 3    | Williams    | 17   |
| 4    | Mercedes    | 13   |
| 5    | Red Bull    | 7    |
| 6    | Renault     | 6    |
| 7    | Benetton    | 5    |
| 8    | Ligier      | 3    |
| 9    | Lotus       | 2    |
| =    | Toyota      | 2    |
| =    | Brawn       | 2    |

### Podi per motore
| Pos. | Motore        | Podi |
| ---- | ------------- | ---- |
| 1    | Mercedes      | 36   |
| 2    | Ferrari       | 28   |
| 3    | Renault       | 21   |
| 4    | Honda         | 9    |
| 5    | Ford-Cosworth | 6    |
| 6    | BMW           | 4    |
| 7    | Toyota        | 3    |
| 8    | Mugen Honda   | 2    |
| =    | Honda RBPT    | 2    |
| 10   | TAG Porsche   | 1    |
| =    | Peugeot       | 1    |
| =    | Hart          | 1    |
| =    | Mecachrome    | 1    |
| =    | Supertec      | 1    |
| =    | RBPT          | 1    |

### Punti per pilota
| Pos. | Pilota           | Punti |
| ---- | ---------------- | ----- |
| 1    | Lewis Hamilton   | 195   |
| 2    | Sebastian Vettel | 150   |
| 3    | Fernando Alonso  | 134   |
| 4    | Kimi Räikkönen   | 99    |
| 5    | Nico Rosberg     | 89    |
| 6    | Jenson Button    | 88    |
| 7    | Max Verstappen   | 77    |
| 8    | Felipe Massa     | 66    |
| 9    | Valtteri Bottas  | 63    |
| 10   | Charles Leclerc  | 59    |

### Punti per costruttore
| Pos. | Costruttore  | Punti |
| ---- | ------------ | ----- |
| 1    | Ferrari      | 461,5 |
| 2    | McLaren      | 390   |
| 3    | Mercedes     | 303   |
| 4    | Red Bull     | 245   |
| 5    | Williams     | 199   |
| 6    | Renault      | 103   |
| 7    | Force India  | 49    |
| 8    | Aston Martin | 47    |
| 9    | Benetton     | 45,5  |
| 10   | Lotus        | 40    |

### Punti per motore
| Pos. | Motore        | Punti |
| ---- | ------------- | ----- |
| 1    | Mercedes      | 792   |
| 2    | Ferrari       | 543,5 |
| 3    | Renault       | 361   |
| 4    | Honda         | 81    |
| 5    | Honda RBPT    | 71    |
| 6    | BMW           | 54    |
| 7    | Ford-Cosworth | 52,5  |
| 8    | TAG Heuer     | 42    |
| 9    | Toyota        | 33    |
| 10   | RBPT          | 20    |